# قاری‌آباد
قاری‌آباد (به ترکی آذربایجانی: Qaraibad) یک منطقهٔ مسکونی در جمهوری آذربایجان است که در باکو واقع شده‌است.